# Evangeliska Förenade Brödrakyrkan
Evangeliska Förenade Brödrakyrkan (Evangelical United Brethren Church) var ett amerikanskt trossamfund som bildades 1946, genom samgående mellan Evangelikala Sällskapet och Förenade Brödrakyrkan i Kristus.  Båda dessa rörelser hade sina rötter bland tyska invandrare.
Evangeliska Förenade Brödrakyrkan gick 1968 samman med Metodistkyrkan i USA och bildade the United Methodist Church.
De som motsatte sig detta samgående startade istället Evangelical Church of North America. 